# Apostol József
Apostol József (Berzéte, 1822. április 29. – Miskolc, 1888. június 11.) királyi törvényszéki bíró, újságíró.

## Életútja
Apostol Pál prédikátor és Szathmáry Borbála fiaként született. A miskolci királyi törvényszék bírája volt. Az 1843–1844-es országgyűlésről tudósításokat írt a Jelenkor című lapba, továbbá a Pesti Divatlap, illetve a Honderű számára Miskolcra vonatkozó cikkeket írt. 1888-ban, 66 évesen hunyt el agyszélhűdés következtében.

## Munkái
- Örömversek gróf Reviczky Ádám Borsod vármegye főispánjának Miskolczon keresztűl utazása alkalmával. Miskolcz. 1838. (Többekéi közt A. J. egy verse.)
- Felhivás. Uo. 1848. (Mint Borsodmegye első aljegyzője intézte a nemzetőrökhöz.)
- Az 1849. ápr. 14. kibocsátott függetlenségi nyilatkozat népszerű magyarázata. Uo. 1849.